# Musée précaire Albinet
 (décembre 2017).
 (décembre 2017).
Le Musée précaire Albinet est, comme son nom l’indique, une installation muséale réalisée par l’artiste Thomas Hirschhorn à Aubervilliers, à l’occasion de l’invitation des Laboratoires d’Aubervilliers.
Du 20 avril au 14 juin 2004, le lieu voit se succéder diverses expositions d’artistes connus du XXe siècle : Duchamp, Malevitch, Mondrian, Dali, Beuys, Warhol, Le Corbusier, Léger.

## L’œuvre
Situé dans l’espace public au pied d’une barre d’immeuble, l’installation est bâtie en majorité à partir de matériaux pauvres tels que le bois, le plastique d’emballage, le carton ou encore le scotch sur lesquels viennent se greffer des inscriptions au marqueur. L’espace d’exposition est quant à lui en préfabriqué pour des raisons réglementaires de sécurité. Le chantier est mené par Thomas Hirschhorn lui-même, accompagné de jeunes habitants du quartier d’Aubervilliers rémunérés pour l’occasion.
Le vernissage a lieu le 20 avril 2004. Malgré quelques altercations, les journaux témoignent d’une réussite critique. Les différentes expositions se succèdent en cycles. Autour du cadre strictement muséal sont organisés des conférences, des débats et des repas communs. Une buvette autogérée par des habitants est installée dans l’espace du Musée précaire Albinet. Un travail commun est mené avec des animateurs et des éducateurs jeunesse du quartier pour encadrer le projet. Les jeunes adultes qui travaillent pour le montage des différentes expositions sont rémunérés ; il y a par ailleurs eu tout un processus de professionnalisation de ces derniers, à travers différents stages, notamment à la Biennale d’art contemporain de Lyon ou encore au Centre Pompidou.
Les œuvres sont empruntées au Centre Georges-Pompidou et au Fonds national d'art contemporain. Le processus de prêt est long et fastidieux, les organisations étant réticentes en premier temps de risquer que leurs œuvres soient endommagées dans un cadre aussi fragile. Dans un article de journal, un jeune participant au projet affirme : « Pour prêter les œuvres, à Pompidou, ils n’étaient pas chauds ! On leur a dit qu’elles seraient encore mieux gardées que chez eux. On est huit par jour à tourner autour ! Comme on se connaît tous, tout le monde surveille tout le monde, il y a du respect ».

## Intentions de l’artiste
Yvane Chapuis, ex co-directrice des Laboratoires d’Aubervilliers affirme que « Thomas Hirschhorn développe depuis plusieurs années une recherche dont la forme résiste résolument à toute tentation élitiste du discours, comme si le deuxième ou troisième degré du langage, quel qu’il soit, entravait l’action ». L’œuvre s’inscrit ainsi dans la continuité d’autres travaux de l’artiste tel que l’Exposition Bataille où est « présentée une série de brefs résumés des différentes problématiques de l’œuvre de Bataille, d’une simplicité et d’une clarté étonnantes, réalisés par l’écrivain français Christophe Fiat, associé au projet ».
L’objectif assumé de l’artiste qu’il explicite dans sa Note d’intention de février 2003 est celui de « manifester l’importance que peut avoir l’art pour transformer la vie », de cultiver l’expérience individuelle, personnelle ».
Les ateliers-débats sont exclusivement tenus par des femmes, suivant les principes de Christophe Fiat et Manuel Joseph, chargés par Thomas Hirschhorn de l’organisation de ceux-ci. Selon eux, la parité suggère à son origine même une forme de condescendance patriarcale au caractère factice, fabriqué. De plus, le quartier présente une forte domination masculine.
Thomas Hirschhorn dit à propos de son projet : « Je suis artiste, je ne suis pas un travailleur social. Le Musée Précaire Albinet est une œuvre d’art, ce n’est pas un projet socioculturel. […] L’œuvre d’art seulement possède la capacité universelle d’engager un dialogue d’un à un. Du spectateur à l’œuvre et de l’œuvre au spectateur. […] Le Musée Précaire Albinet est une affirmation en accord avec son quartier, ses habitants, son emplacement, son programme, ses visiteurs, ses activités ».
Ainsi, se côtoient dans le cadre du Musée précaire Albinet des œuvres d’art moderne et des concerts de rap, de zouk. De même, le décloisonnement des cultures se ressent particulièrement lorsque Thomas Hirschhorn parle d’esthétique dans l’espace du musée qui, réinvesti, est couvert de graffitis.

## «Jours tranquilles au Musée précaire Albinet» Documentaire de 52 min[8],[9],[10]
2005, réalisation Coraly Suard, co-production Artfilms, Centre Pompidou. Sélectionné au FIFA de Montréal, Festival d’Izmir, DoKU Arts Berlin
Jours tranquilles au Musée précaire Albinet met l’accent sur l’importance des individus et la signification du quotidien. Sur un mode fragmentaire, croisement de visages et de paroles, le documentaire s’attache à témoigner de ces moments pas toujours lisses et victorieux, dans lesquels se révèlent l’altérité et la différence. Dans cet espace de confrontation, qu’est le Musée Précaire Albinet, le documentaire tente une topographie des temps faibles pour mettre en évidence, le but commun entre l’artiste et les habitants de la cité Albinet: celui de l’œuvre à naître et à exposer qui met les êtres en mouvement et crée l’échange. La caméra est tantôt observante tantôt participante, chacun des habitants peut s’en saisir et s’impliquer dans la construction de la parole comme témoignage transmissible. C’est un document abrupte, chaotique et imparfait, qui maintient sous forme de mémoire vive, cet espace public précaire qui engage une expérience collective. Coraly Suard 2005 